# Tupigny
Tupigny é uma comuna francesa na região administrativa de Altos da França, no departamento de Aisne. Estende-se por uma área de 12,84 km². Em 2010 a comuna tinha 333 habitantes (densidade: 25,9 hab./km²).